# Gestión de red
La gestión de red consiste en monitorizar y controlar los recursos de una red con el fin de evitar que esta llegue a funcionar incorrectamente degradando sus prestaciones.

## Elementos que la forman
- Gestor (estación de gestión).
- Agente (sistemas gestionados). Se trata de un software que responde a solicitudes de información del gestor y que proporciona información no solicitada pero de vital importancia.
  - MIB (base de información de gestión).
    - Objetos. Variable que representa el aspecto de un agente.
- Protocolo.

## Aspectos de la gestión según el Modelo OSI
- Planificación.
- Configuración.
- Eficiencia.
- Fallos.
- Seguridad.
- Tarificación.

## Bloques funcionales
Tiene como cometido la subgestión de:
- Fallos-errores. Por ejemplo: Conexiones mal hechas, tarjeta de red que se estropea.
- Rendimientos-prestaciones.
- Contabilidad. Cuestiones relacionadas con la facturación.
- Configuración. De hardware y software (mantenerlos día a día...).
- Seguridad. Por ejemplo: Que un equipo no vaya a enviar paquetes degradando la red y haciéndola insegura....

- Datos: Q1454667